# Stefan Kocev
Stefan Kocev (in macedone Стефан Коцев?; Štip, 23 febbraio 1994) è un calciatore macedone, difensore dello Škendija.

## Carriera
Ha giocato nella massima serie dei campionati macedone e kosovaro.